# 53e cérémonie des Primetime Emmy Awards
La 53e cérémonie des Primetime Emmy Awards (ou « Emmys »), organisée par l'Academy of Television Arts and Sciences, s'est déroulée le 4 novembre 2001 et a récompensé les meilleurs programmes télévisés diffusés en primetime au cours de la saison 2000-2001 sur les réseaux publics et câblés américains. Les prix ont été présentés par Ellen DeGeneres. L’événement marque le début de la catégorie de téléréalité.
Originellement programmés pour le 16 septembre 2001, les prix sont reportés une première fois lors des attentats du 11 septembre 2001 aux États-Unis. À la suite des frappes aériennes sur Afghanistan, ils sont reprogrammés pour novembre de cette année. 

## Nominations et lauréats

### Séries dramatiques

#### Meilleure série télévisée dramatique
- À la Maison-Blanche (NBC)
  - Urgences (NBC)
  - New York, police judiciaire (NBC)
  - The Practice : Donnell et Associés (ABC)
  - Les Soprano (HBO)

#### Meilleure actrice
- Edie Falco pour le rôle de Carmela Soprano dans Les Soprano
  - Lorraine Bracco pour le rôle du Dr. Jennifer Melfi dans Les Soprano
  - Amy Brenneman pour le rôle d'Amy Gray dans Amy
  - Marg Helgenberger pour le rôle de Catherine Willows dans Les Experts
  - Sela Ward pour le rôle de Lily Manning dans Deuxième chance

#### Meilleur acteur
- James Gandolfini pour le rôle de Tony Soprano dans Les Soprano
  - Andre Braugher pour le rôle du Dr. Benjamin Gideon dans Gideon's Crossing
  - Dennis Franz pour le rôle d'Andy Sipowicz dans New York Police Blues
  - Rob Lowe pour le rôle de Sam Seaborn dans À la Maison-Blanche
  - Martin Sheen pour le rôle du Président Jed Bartlet dans À la Maison-Blanche

#### Meilleure actrice dans un second rôle
- Allison Janney pour le rôle de C. J. Cregg dans À la Maison-Blanche
  - Stockard Channing pour le rôle de la Première dame Abbey Bartlet dans À la Maison-Blanche
  - Tyne Daly pour le rôle de Maxine Gray dans Amy
  - Maura Tierney pour le rôle d'Abby Lockhart dans Urgences
  - Aida Turturro pour le rôle de Janice Soprano dans Les Soprano

#### Meilleur acteur dans un second rôle
- Bradley Whitford pour le rôle de Josh Lyman dans À la Maison-Blanche
  - Dominic Chianese pour le rôle de Junior Soprano dans Les Soprano
  - Michael Imperioli pour le rôle de Christopher Moltisanti dans Les Soprano
  - Richard Schiff pour le rôle de Toby Ziegler dans À la Maison-Blanche
  - John Spencer pour le rôle de Leo McGarry dans À la Maison-Blanche

#### Meilleure réalisation
- Thomas Schlamme pour l'épisode In the Shadow of Two Gunmen dans À la Maison-Blanche
  - Steve Buscemi pour l'épisode Pine Barrens dans Les Soprano
  - Allen Coulter pour l'épisode University dans Les Soprano
  - Laura Innes pour l'épisode Shibboleth dans À la Maison-Blanche
  - Jonathan Kaplan pour l'épisode The Visit dans Urgences
  - Tim Van Patten pour l'épisode Amour Fou dans Les Soprano

#### Meilleur scénario
- Robin Green et Mitchell Burgess pour l'épisode Employee of the Month dans Les Soprano 
  - Lawrence Konner pour l'épisode Second Opinion dans Les Soprano
  - Frank Renzulli et David Chase pour l'épisode Amour Fou dans Les Soprano
  - Aaron Sorkin pour l'épisode In the Shadow of Two Gunmen dans À la Maison-Blanche
  - Terence Winter et Tim Van Patten pour l'épisode Pine Barrens dans Les Soprano

### Séries comiques

#### Meilleure série télévisée comique
- Sex and the City (HBO)
  - Tout le monde aime Raymond (CBS)
  - Frasier (NBC)
  - Malcolm in the Middle (Fox)
  - Will et Grace (NBC)

#### Meilleure actrice
- Patricia Heaton pour le rôle de Debra Barone dans Tout le monde aime Raymond
  - Calista Flockhart pour le rôle de Ally McBeal dans Ally McBeal
  - Jane Kaczmarek pour le rôle de Lois dans Malcolm in the Middle
  - Debra Messing pour le rôle de Grace Adler dans Will et Grace
  - Sarah Jessica Parker pour le rôle de Carrie Bradshaw dans Sex and the City

#### Meilleur acteur
- Eric McCormack pour le rôle de Will Truman dans Will et Grace
  - Kelsey Grammer pour le rôle de Dr. Frasier Crane dans Frasier
  - John Lithgow pour le rôle de Dr. Dick Solomon dans Troisième planète après le Soleil
  - Frankie Muniz pour le rôle de Malcolm dans Malcolm in the Middle
  - Ray Romano pour le rôle de Ray Barone dans Tout le monde aime Raymond

#### Meilleure actrice dans un second rôle
- Doris Roberts pour le rôle de Marie Barone dans Tout le monde aime Raymond'
  - Jennifer Aniston pour le rôle de Rachel Green dans Friends
  - Kim Cattrall pour le rôle de Samantha Jones dans Sex and the City
  - Lisa Kudrow pour le rôle de Phoebe Buffay dans Friends
  - Megan Mullally pour le rôle de Karen Walker dans Will et Grace

#### Meilleur acteur dans un second rôle
- Peter MacNicol pour le rôle de John Cage dans Ally McBeal
  - Peter Boyle pour le rôle de Frank Barone dans Tout le monde aime Raymond
  - Robert Downey Jr. pour le rôle de Larry Paul dans Ally McBeal
  - Sean Hayes pour le rôle de Jack McFarland dans Will et Grace
  - David Hyde Pierce pour le rôle de Dr. Niles Crane dans Frasier

#### Meilleure réalisation
- Todd Holland pour l'épisode Bowling dans Malcolm in the Middle
  - James Burrows pour l'épisode Lows in the Mid-Eighties dans Will et Grace
  - James Frawley pour l'épisode Pilot dans Ed
  - Charles McDougall pour l'épisode Easy Come, Easy Go dans Sex and the City
  - Jeff Melman pour l'épisode Flashback dans Malcolm in the Middle

#### Meilleur scénario
- Alex Reid pour l'épisode Bowling dans Malcolm in the Middle
  - Rob Burnett et Jon Beckerman pour l'épisode Pilot dans Ed
  - Paul Feig pour l'épisode Discos and Dragons dans Freaks and Geeks
  - Jeff Greenstein pour l'épisode Lows in the Mid-Eighties dans Will et Grace
  - Michael Patrick King pour l'épisode Easy Come, Easy Go dans Sex and the City

### Mini-séries et téléfilms

#### Meilleure série limitée
- Anne Frank (ABC)
  - Further Tales of the City (Showtime)
  - Hornblower (A&E)
  - Judy Garland, la vie d'une étoile (ABC)
  - Nuremberg (TNT)

#### Meilleure actrice
- Judy Davis pour le rôle de Judy Garland dans Judy Garland, la vie d'une étoile
  - Judi Dench pour le rôle de Elizabeth dans The Last of the Blonde Bombshells (en)
  - Hannah Taylor-Gordon pour le rôle de Anne Frank dans Anne Frank
  - Holly Hunter pour le rôle de Billie Jean King dans When Billie Beat Bobby (en)
  - Emma Thompson pour le rôle de Vivian Bearing dans Bel Esprit

#### Meilleur acteur
- Kenneth Branagh as Reinhard Heydrich dans Conspiration
  - Andy García pour le rôle de Arturo Sandoval dans For Love or Country: The Arturo Sandoval Story
  - Gregory Hines pour le rôle de Bill "Bojangles" Robinson dans Bojangles (en)
  - Ben Kingsley pour le rôle de Otto Frank dans Anne Frank
  - Barry Pepper pour le rôle de Roger Maris dans 61*

#### Meilleure actrice dans un second rôle
- Tammy Blanchard pour le rôle de Judy Garland (jeune) dans Judy Garland, la vie d'une étoile
  - Anne Bancroftpour le rôle deas Mama Gruber dans Haven
  - Brenda Blethyn pour le rôle de Auguste Rottgen-van Pels dans Anne Frank
  - Holly Hunter pour le rôle de Rebecca Waynon dans Ce que je sais d'elle... d'un simple regard
  - Audra McDonald pour le rôle de Susie Monahan dans Bel Esprit

#### Meilleur acteur dans un second rôle
- Brian Cox pour le rôle de Reichsmarschall Hermann Göring dans Nuremberg
  - Alan Alda pour le rôle de Willie Walters dans Club Land
  - Colin Firth pour le rôle de Dr. Wilhelm Stuckart dans Conspiration
  - Victor Garber pour le rôle de Sidney Luft dans Judy Garland, la vie d'une étoile
  - Ian Holm pour le rôle de Patrick on The Last dans the Blonde Bombshells
  - Stanley Tucci pour le rôle de Adolf Eichmann dans Conspiration

#### Meilleure réalisation
- Mike Nichols pour Wit
  - Robert Allan Ackerman pour Judy Garland, la vie d'une étoile
  - Billy Crystal pour 61*
  - Robert Dornhelm pour Anne Frank
  - Frank Pierson pour Conspiration

#### Meilleur scénario
- Loring Mandel pour Conspiracy (HBO)
  - Kirk Ellis pour Anne Frank
  - Robert L. Freedman pour Judy Garland, la vie d'une étoile
  - Hank Steinberg pour 61*
  - Emma Thompson et Mike Nichols pour Bel Esprit

### Émissions télévisées

#### Meilleure émission de divertissement
- Cirque du Soleil: Dralion (Bravo)
  - 73e cérémonie des Oscars (ABC)
  - Bruce Springsteen & The E Street Band : Live in New York City (HBO)
  - Ellen DeGeneres : The Beginning (HBO)
  - Saturday Night Live : Presidential Bash 2000 (NBC)